# Execution (film)
Execution è un film italiano del 1968 diretto da Domenico Paolella.

## Trama
Clint Clips, un bounty killer, e una banda di criminali messicani sono sulle tracce di John Coler, un latitante accusato di aver rubato un ingente carico d'oro custodito dall'esercito americano. Clint crede di individuarlo in una compagnia di artisti circensi capitanata da Burt, e quando durante uno spettacolo riesce ad arrestarlo con un mandato di cattura i banditi irrompono sulla scena, catturandoli entrambi e sottoponendoli a torture. Lo sconosciuto rivela di essere Bill Coler, fratello minore gemello di John, responsabile del furto dell'oro, che si è nascosto in una città fantasma, scatenando così una sorta di caccia al tesoro.
Riuscito a liberarsi e ad arrivare al paese prima dei banditi messicani, Bill dopo averli sterminati salva la vita al fratello ma pretende restituisca il maltolto. John non è dello stesso avviso, lo tramortisce e viene arrestato dall'esercito in un tentativo di fuga. L'oro finisce nelle mani di Burt, il quale ottenebrato da quell'enorme ricchezza prova a tenere la refurtiva per sé ma durante una colluttazione con Bill muore cadendo malamente da un carro in corsa. L'oro tornerà ai proprietari legittimi, mentre Bill, affranto per le tante morti causate, seppellisce Burt e con esso la pistola e le munizioni.

## Distribuzione
Il film ottenne il visto censura n. 52.224 del 14 agosto 1968. In Francia ebbe il titolo Django prépare ton exécution e in Germania Django - Die Bibel ist kein Kartenspiel.

## Luoghi delle riprese
Gli esterni del film furono girati in Israele.